# Finspångs revir
Finspångs revir var ett skogsförvaltningsområde som utgjordes av Finspånga läns härad med undantag av de områden, som tillhörde Karlsby kronopark i Ombergs revir, samt Bråbo, Memmings, Gullbergs, Åkerbo, Lösings, Björkekinds och Östkinds härader av Östergötlands län. Reviret var uppdelat i fyra bevakningstrakter (Godegårds, Finspångs, Vikbolandets och Gullbergs) och omfattade omkring 30 000 hektar allmänna skogar, fördelade på 131 skilda skogar. Inom reviret fanns fyra kronoparker om 8 000 hektar.